# Budrio

Budrio (Bûdri en dialecte bolonais) est une commune italienne d'environ 18 270 habitants (2022) située dans la ville métropolitaine de Bologne dans la région Émilie-Romagne dans le nord de l'Italie.

## Géographie
La commune de Budrio est située à une altitude variant de 8 à 37 mètres, dans l’ancienne plaine alluvionnaire de la valle Padusa, entre le fleuve Idice et son affluent le Quaderna (tous deux alimentant le Reno (fleuve).

A 16 km au Nord-est de Bologne, Budrio est traversé par les routes SP6 et SP31, ainsi que par la ligne de chemin de fer Bologne-Portomaggiore (FE).

Grandes villes voisines :
- Bologne 16 km
- Milan 211 km
- Florence 88 km
- Ferrare 50 km
- Padoue 101 km

## Histoire
Les origines de Budrio sont très anciennes et les signes les plus visibles sont ceux laissés par les Romains et la dite «  centuriation romaine »  qui quadrille et assainit les ex-terrains marécageux concédés aux légionnaires romains. La structure régulière de cette centuriation et les canaux d’irrigation sont toujours entretenus.

Les fouilles effectuées font remonter l’origine de la commune aux Xe et XIe siècles. L’église de San Lorenzo date de 1146.
Au XIVe siècle, le cardinal Egidio Albornoz fit ériger un château dont les deux tours trapézoïdales, côté ouest, datent de 1376 et celles côté Est datent du siècle suivant. Les murailles d’enceinte furent agrandies au XVIe siècle.
Au cours de la mi XIXe siècle, le premier atelier d’ocarina a été instauré à Budrio par son créateur Giuseppe Donati qui les fabriquait en céramique. La propagation de cet instrument s’est répandue dans la plupart des grands pays comme des États-Unis au début du XXe siècle, où les combattants l’utilisaient comme passe-temps au cours de la Seconde Guerre mondiale.

## Monuments et lieux d’intérêt
- Musée de l'ocarina et des instruments de terre cuite
- Musée civique archéologique et paléo-ambiental
- Pinacothèque Domenico Inzaghi, tableaux de Dosso Dossi et du peintre Bagnacavallo
- Théâtre Consorziale
- Palazzo communal, édifié au XVe siècle en style gothique, accolé à la tour de l’horloge
- l’église de S.Lorenzo, reconstruite au XVIIe siècle.
- le château de la famille Bentivoglio du XVIe siècle (hameau de Bagnarola)
- l’église de Budrio fondée en 401.

### Personnalités liées à Budrio
- Stefano Accorsi (1971), acteur
- Giuseppe Barilli (1812-1894), mathématicien et politique
- Simone Bolelli (1985), tennisman
- Antonio Certani (1879-1952), violoncelliste et compositeur
- Stefano Chiodi (1956-2009), footballeur
- Anselmo Colzani (1918-2006), baryton
- Aldo Donati (1910-1984), footballeur
- Giuseppe Donati (1836-1925), musicien et créateur de l’ocarina
- Pierpaolo Donati (1946), sociologue
- Marco Orsi (1990-), nageur
- Faustino Trebbi (1761-1836), architecte et peintre
- Laura Zuccheri (1971-), dessinatrice de bande dessinée

## Administration
| Période                                  | Période  | Identité       | Étiquette     | Qualité |
| ---------------------------------------- | -------- | -------------- | ------------- | ------- |
| 21/05/2012                               | En cours | Giulio Pierini | Centre gauche |         |
| Les données manquantes sont à compléter. |          |                |               |         |

### Hameaux
Armarolo, Bagnarola, Canaletti, Cazzano, Cento, Mezzolara, Riccardina, Vedrana, Vigorso

### Communes limitrophes
Baricella (12 km), Castenaso (6 km), Granarolo dell'Emilia (7 km), Medicina (11 km), Minerbio (10 km), Molinella (14 km), Ozzano dell'Emilia (11 km)

## Population

### Évolution de la population en janvier de chaque année
| 1861   | 1901   | 1921   | 1951   | 1961   | 1971   | 1981   | 1991   | 2001   |
| ------ | ------ | ------ | ------ | ------ | ------ | ------ | ------ | ------ |
| 15 502 | 17 077 | 17 943 | 15 946 | 14 579 | 14 078 | 13 648 | 14 171 | 15 403 |

| 2011   | - | - | - | - | - | - | - | - |
| ------ | - | - | - | - | - | - | - | - |
| 17 994 | - | - | - | - | - | - | - | - |

### Ethnies et minorités étrangères
Selon les données de l’Institut national de statistique (ISTAT) au 1er janvier 2011 la population étrangère résidente et déclarée était de 1 507 personnes, soit 8,4 % de la population résidente.
Les nationalités majoritairement représentatives étaient :
| Pos. | Pays     | Population |
| ---- | -------- | ---------- |
| 1    | Roumanie | 278        |
| 2    | Maroc    | 268        |
| 3    | Tunisie  | 123        |
| 3    | Moldavie | 109        |
| 5    | Albanie  | 98         |
| 6    | Pakistan | 91         |
| 7    | Ukraine  | 87         |
| 8    | Chine    | 72         |
| 9    | Pologne  | 35         |
| 10   | Égypte   | 32         |

## Économie
L’économie de la commune est liée à la culture agro-alimentaire et les activités de transformation et de commercialisation. Céréales, agrumes, fruits, élevage bovin, ovin et porcin. 

La nature du terrain est propice à la culture de la canne et du mûrier pour l’élevage du ver à soie utilisé pour l’industrie textile de la commune.

Un secteur de petites entreprises : mécaniques, sous-traitance, meubles, etc.

Secteur tertiaire et administratif.

## Fêtes et évènements
- Marché le mardi à Budrio et la dernière semaine du mois au hameau de Mezzolara,
- Bio-marché, tous les lundis (produits biologiques)
- Marché des antiquaires le premier dimanche du mois (sauf août)
- Primaveranda : manifestation annuelle, entre avril et mai
- Agribù : manifestation autour des produits bovins, à la fin de septembre
- Concours international de chant lyrique, en juin au théâtre Consorziale
- La biennale de la patate en juillet
- Le carnaval.
- La foire de l’oignon de Mezzolara, dernier dimanche de septembre.
- La foire campagnarde à maddalena di Cazzano, second dimanche de septembre.
- La nuit au musée, dans le cadre de la journée européenne du patrimoine, fin septembre.